# Tux, Tyrolen
Tux  är en ort och kommun i distriktet Schwaz i förbundslandet Tyrolen i Österrike.
Kommunen består av de fem ortsdelarna Tux-Vorderlanersbach, Tux-Lanersbach, Juns, Madseit och Hintertux.